# Acide adénylosuccinique
L’acide adénylosuccinique est un nucléotide purique résultant de l'addition d'acide aspartique sur l'IMP. Il est présent dans les cellules vivantes sous forme d’adénylosuccinate, résultant de l'ionisation de la molécule en solution aqueuse. L'enzyme catalysant cette réaction est l'adénylosuccinate synthase (EC 6.3.4.4), qui requiert l'hydrolyse concomitante d'une molécule de GTP :
IMP + L-aspartate + GTP  {\displaystyle \rightleftharpoons }  adénylosuccinate + GDP + Pi.
Le fait d'utiliser l'énergie de la GTP et non de l'ATP permet de rendre la réaction indépendante de son produit.